# Teokrit
Teokrit (Θεόκριτος; oko 270. pr. Kr.) bio je starogrčki pjesnik rodom iz Sirakuze na Siciliji. Većinu je života proveo u Aleksandriji, ali i na Siciliji.
Pisao je epigrame i idile. Pjesme mu govore o lirskim slikama iz života pastira, jednostavnih građana ili mitoloških likova. Također je pisao i pastirske i bukolske (govedo, grč. bukolos) pjesme u kojima u monološkom ili dijaloškom obliku daje izvanredne lirske opise i slike prizora iz prirode. Po uzoru na njega Vergilije je spjevao svoje „Bukolike”.
Teokrit je protivnik velikih epova i pristaša malih lirskih oblika. Grč. eidyllia zapravo je umanjenica od grčke riječi eidos koja je označavala male pjesme. Smatra ga se tvorcem idila.
Najpoznatija mu je pjesma „Blagdan žetve”, VII. idila. Pjesnik govori u prvome licu te priča o sebi kao da je već stekao slavu. Također spominje i brojne druge pjesnike svoga vremena.

## Djela
- „Blagdan žetve”
- Teokritove pjesme (engl. jezik)